# Sellières
Sellières je naselje in občina v vzhodnem francoskem departmaju Jura regije Franche-Comté. Leta 2009 je naselje imelo 793 prebivalcev.

## Geografija
Kraj leži v pokrajini Bresse ob reki Brenne, 69 km jugozahodno od Besançona in 79 km severovzhodno od Bourg-en-Bressa.

## Uprava
Sellières je sedež istoimenskega kantona, v katerega so poleg njegove vključene še občine Bréry, La Charme, Darbonnay, Lombard, Mantry, Monay, Passenans, Saint-Lamain, Saint-Lothain, Toulouse-le-Château, Vers-sous-Sellières in Villerserine s 3.301 prebivalcem (v letu 2009).
Kanton Sellières je sestavni del okrožja Lons-le-Saunier.

## Zanimivosti
- župnijska cerkev sv. Petra iz leta 1865,
- Zvonik iz 15. stoletja, ostanek nekdanje cerkve Marijinega Vnebovzetja iz 14. stoletja.